# Liste von Webkonferenz-Software
Dies ist eine Übersicht über Software-basierte Webkonferenz-Lösungen (Webkonferenz-Software). Eine Webkonferenz wird auch als Videokonferenz, Online-Meeting oder Video-Call bezeichnet; im Englischen wird dafür meist der Begriff Web Conference benutzt. Mittels einer Webkonferenz-Lösung kann der Benutzer an Webkonferenzen teilnehmen oder selbst eine derartige veranstalten. Bei der Teilnahme werden das Videobild der Webcam und das Audiosignal eines angeschlossenen Mikrofons übertragen (VoIP). Vom Organisator können Teilnehmer eingeladen werden, oder sie können selbst per Eingabe einer ihnen bekannten ID der Konferenz beitreten. Es ist keine besondere Hardware zur Teilnahme an einem Meeting bzw. zum Veranstalten eines Meetings notwendig. Ein Teilnehmer muss lediglich eine Client-Applikation auf seinem Rechner installieren; manchmal genügt sogar ein Browser-Plug-In.
Die einfacheren Lösungen sind in der Liste von VoIP-Software zu finden.

## Liste von integrierten Webkonferenzlösungen mit erweitertem Funktionsumfang
Diese Liste enthält Lösungen mit erweitertem Funktionsumfang, wie er bei professionellen Lösungen standardmäßig gegeben ist. Dazu gehören: Eine hohe Zahl von möglichen Teilnehmern, Übertragung des Bildschirminhalts, Versendung von Text-Mitteilungen (Chat) und optionale Teilnahme per Telefon.
Die genauen Voraussetzungen für die Aufnahme in die Liste (Inklusionskriterien) sind:
- Die Lösung funktioniert über das Internet.
- Die Lösung arbeitet auch bei eventuell vorhandenen Firewalls.
- Die Lösung umfasst alles, was zur Teilnahme und zum Veranstalten einer Konferenz notwendig ist, wie die Client-Software, Kontaktlisten/Telefonbücher, und Funktionen zum Aufbau und zur Aufrechterhaltung einer Verbindung.
- Der Betrieb eines speziellen Netzwerks oder Servers ist nicht notwendig. Es wird kein weiterer Dienstleister (außer dem Internetprovider und dem Anbieter des Produkts) benötigt.
- Es ist keine spezielle Hardware notwendig. Es können reguläre Computer und Smartphones benutzt werden. Am Computer können eingebaute Mikrofone/Lautsprecher oder eingesteckte Headsets benutzt werden. Gleiches gilt für Webcams.
- Übertragung von Webcam-Videobildern (Videostream) möglich.
- Übertragung der am Computer aufgenommenen Sprache (VoIP) möglich.
- Es können mehr als 20 Teilnehmer aktiv teilnehmen (nicht nur Webinar-Funktionalität); ein aktiver Teilnehmer ist dabei ein Teilnehmer, der jederzeit das Versenden seines Webcam-Video-Bildes und das Versenden seiner Sprachdaten autonom aktivieren kann, und sich damit jederzeit an einer Diskussion beteiligen kann.
- Einwahl per Telefon möglich (Mix von Telefon und VoIP).
- Versenden von Textnachrichten (Chat) möglich.
- Übertragung des Bildschirm-Inhalts (Screen-Sharing) möglich.
- Die Webkonferenz-Lösung ist aktuell in Betrieb.

Ausschlusskriterien:
- Es handelt sich um eine reine Webinarlösung, d. h., es können sich nicht 20 Teilnehmer aktiv beteiligen

Die Daten der folgenden Tabelle stammen von den Anbietern. Über die Qualität des Produkts, insbesondere bei hoher Teilnehmerzahl, wird keine Aussage getroffen.
Beschreibung der Spalten:
- Maximale Teilnehmerzahl (nicht Webinar): Maximale Zahl aktiver Teilnehmer, d. h. von Teilnehmern, die jederzeit sprechen können, also autonom das Versenden ihrer Sprachdaten und Webcam aktivieren können, und deren Webcam-Video jederzeit versendet sind. Die maximale Zahl von Teilnehmern bei einem Webinar ist hierbei irrelevant.
- Dauerhaft kostenfreie Version verfügbar: Der Anbieter stellt nicht nur eine zeitlich begrenzte kostenlose Testversion zur Verfügung, sondern eine zeitlich unbegrenzte kostenlose Version, die aber eventuell in ihrem Umfang und der maximalen Teilnehmerzahl eingeschränkt ist.
- Maximale kostenfreie Teilnehmerzahl (nicht Webinar): Die maximale aktive Teilnehmerzahl bei der in der vorigen Spalte beschriebenen kostenlosen Version. Die Definition von aktiver Teilnehmer ist dieselbe wie in der Spalte der uneingeschränkten maximalen Teilnehmerzahl.
- Terminplanung von Meetings möglich: Es können Meetings ohne die Hilfe von Zusatzprodukten (wie Outlook) geplant werden.
- Aufzeichnung von Meetings möglich: Meetings können direkt mit dem Client von mindestens einem Teilnehmer/Organisator aufgezeichnet werden; Zusatztools sind nicht notwendig.

| Anbieter                  | Produkt                              | Plattform                                              | Maximale Teilnehmerzahl (nicht Webinar) | Dauerhaft kostenfreie Version verfügbar | Maximale kostenfreie Teilnehmerzahl (nicht Webinar) | Terminplanung von Meetings möglich | Aufzeichnung von Meetings möglich |
| ------------------------- | ------------------------------------ | ------------------------------------------------------ | --------------------------------------- | --------------------------------------- | --------------------------------------------------- | ---------------------------------- | --------------------------------- |
| Adobe                     | Connect Meetings                     | Win, Mac, iOS, Android, Browser                        | 100                                     | Ja                                      | 3                                                   | Ja                                 | Ja                                |
| Amazon                    | Chime                                | Win, Mac, iOS, Android                                 | 10                                      | Nein                                    |                                                     | Ja                                 | Ja                                |
| AnyMeeting                | AnyMeeting                           | Browser                                                | 30                                      | Ja                                      | 30                                                  | Ja                                 | Ja                                |
| BlueJeans                 | BlueJeans                            | Win, iOS, Android                                      | 100                                     | Nein                                    |                                                     | Ja                                 | Ja                                |
| Cisco                     | Webex                                | Win, Mac, Linux, iOS, Android, Browser                 | 100                                     | Ja                                      | 3                                                   | Ja                                 | Ja                                |
| Dialpad                   | UberConference                       | Browser                                                | 100                                     | Ja                                      | 10                                                  | Ja                                 | Ja                                |
| Expert Travel             | baldaja CONNECT                      | Win, Mac, Browser                                      | 1000                                    | Nein                                    |                                                     | Ja                                 | Ja                                |
| FreeConferenceCall.com    | FreeConferenceCall.com               | Win, Mac, Linux, Browser                               | 1000                                    | Ja                                      | 1000                                                | Ja                                 | Ja                                |
| Google                    | Google Meet                          | iOS, Android, Browser                                  | 250                                     | Nein                                    | 100 (60 Min.)                                       | Ja                                 | Ja                                |
| Highfive                  | Highfive                             | Browser                                                | 50                                      | Nein                                    |                                                     | Ja                                 | Ja                                |
| Jitsi                     | Jitsi Meet                           | Win, Mac, Linux, iOS, Android, Browser                 | 200+                                    | Ja                                      | unbegrenzt                                          | Ja                                 | Ja                                |
| Livestorm                 | Livestorm                            | Win, Mac, Linux, iOS, Android, Browser                 | 1000                                    | Ja                                      | 4                                                   | Ja                                 | Nein                              |
| LogMeIn                   | GoToMeeting                          | Win, Mac, Linux, iOS, Android, Browser                 | 100                                     | Ja                                      | 3                                                   | Ja                                 | Ja                                |
| LogMeIn                   | Join.Me                              | Win, Mac, iOS, Android, Browser                        | 250                                     | Ja                                      | 10                                                  | Ja                                 | Ja                                |
| Microsoft                 | Skype                                | Win, Mac, Linux, Android                               | 25                                      | Nimmer lang                             | 2                                                   | Nein                               | Nein                              |
| Microsoft                 | Skype for Business                   | Win, Mac, Android                                      | 250                                     | Nein                                    |                                                     | Ja                                 | Ja                                |
| Microsoft                 | Teams Basic (Teil von Microsoft 365) | Win, Mac, iOS, Android                                 | 250                                     | Nein                                    | 100 (60 Min.)                                       | Ja                                 | Ja                                |
| netucate                  | YuLinc Webinar und Virtual Classroom | Browser, Win, Mac, iOS, Android, Linux                 | 2000                                    | Nein                                    |                                                     | Ja                                 | Ja                                |
| PGi                       | GlobalMeet                           | Win, Mac, iOS, Android, Browser                        | 125                                     | Nein                                    |                                                     | Ja                                 | Ja                                |
| ReadyTalk                 | ReadyTalk                            | Win, Mac, Browser                                      | 100                                     | Nein                                    |                                                     | Ja                                 | Ja                                |
| TeamViewer                | TeamViewer Meeting                   | Win, Mac, iOS, Android, Browser                        | 300                                     | Ja                                      | 5                                                   | Ja                                 | Ja                                |
| TurboMeeting              | TurboMeeting                         | Win, Mac, iOS, Android, Linux, Browser                 | 6000                                    | Ja                                      | 5                                                   | Ja                                 | Ja                                |
| TrueConf                  | TrueConf                             | Win, Mac, iOS, Android, Linux, WebRTC, Browser         | 3000                                    | Ja                                      | 12                                                  | Ja                                 | Ja                                |
| vitero                    | vitero inspire                       | Win, Mac, iOS, Android, Linux, WebRTC, Citrix, Browser | 80 + 200 (audience)                     | Nein                                    |                                                     | Ja                                 | Ja                                |
| Zoho                      | Zoho Meeting                         | Browser                                                | 100                                     | Nein                                    |                                                     | Ja                                 | Ja                                |
| Zoom Video Communications | Zoom                                 | Win, Mac, Linux, iOS, Android, Browser                 | 1000                                    | Ja                                      | 100                                                 | Ja                                 | Ja                                |